# Luchthaven Genève
De luchthaven van Genève (Frans: Genève Aéroport of Aéroport international de Genève, Duits: Flughafen Genf, Engels: Geneva Airport) (IATA: GVA, ICAO: LSGG), ook bekend als Cointrin Airport is de internationale luchthaven van het kanton Genève in Zwitserland. Ze ligt zo'n 5 kilometer van het stadscentrum van Genève en is bereikbaar over snelwegen, met de bus en via de spoorwegen (SBB-CFF-FFS). Het noordelijke gedeelte van de luchthaven loopt langs de Zwitsers-Franse grens. Het vliegveld bedient dan het omliggende gebied in Frankrijk. Passagiers die naar Frankrijk reizen kunnen de Franse uitgang nemen, passagiers voor Zwitserland verlaten het vliegveld via de Zwitserse uitgang. Ook vrachtoperaties kunnen aan beide zijden van de luchthaven uitgevoerd worden; dit maakt van Genève Airport een vrachtcentrum van de Europese Unie, hoewel Zwitserland geen deel uitmaakt van de EU.
Het vliegveld heeft één startbaan met een lengte van 3871 m en is een aanvlieghaven voor de goedkope maatschappij easyJet en enkele Zwitserse maatschappijen. Tevens zijn op het vliegveld conferentiecentra en het hoofdkantoor van de International Air Transport Association (IATA) gevestigd. In 2015 landden en vertrokken hier 15.772.081 passagiers.

## Geschiedenis
Op 11 oktober 1919 nam de Grote Raad, het parlement van het kanton Genève, een wet aan om een vliegveld te bouwen, ongeveer 4 kilometer ten noorden van de stad, bij de wijk Cointrin, op de grens van de gemeenten Meyrin en Grand-Saconnex. Het eerste vliegtuig landde op 23 september 1920.
In 1922 werden de eerste commerciële lijnen, Genève-Lausanne-Parijs, Genève-Lyon en Genève-Zürich-München-Neurenberg geopend. Op 2 mei 1947 werd de verbinding met New York geopend.